# Carcharhinus albimarginatus
Carcharhinus albimarginatus е вид хрущялна риба от семейство Сиви акули (Carcharhinidae). Видът е почти застрашен от изчезване.

## Разпространение
Разпространен е в Австралия (Западна Австралия, Куинсланд и Северна територия), Британска индоокеанска територия, Гватемала, Гуам, Египет, Еквадор (Галапагоски острови), Еритрея, Индонезия (Калимантан и Сулавеси), Кения, Кирибати (Феникс), Кокосови острови, Колумбия, Мавриций, Мадагаскар, Маршалови острови, Мексико (Ревияхихедо и Южна Долна Калифорния), Нова Каледония, Палау, Папуа Нова Гвинея, Провинции в КНР, Саудитска Арабия, Северен Йемен, Сейшели (Алдабра), Соломонови острови (Санта Крус), Судан, Тайван, Тувалу, Филипини, Френска Полинезия (Дружествени острови), Южен Йемен и Южна Африка (Квазулу-Натал).